# Kees van Dongen
Cornelis Theodorus Maria van Dongen vagy Kees van Dongen (Rotterdam, 1877. január 26. – Monte-Carlo, 1968. május 28.) holland festő, a fauvizmus képviselője, a párizsi iskola tagja.

## Élete, munkássága
Van Dongen Delfshavenben született, Rotterdam városrészében. Tizenhat éves korában, 1892-ben kezdte képzőművészeti tanulmányait a rotterdami Királyi Képzőművészeti Akadémián. Tanulmányai befejezése után, 1897-ben néhány hónapot Párizsban tartózkodott, majd két év múlva ismét visszatért. Itt találkozott Augusta Preitingerrel (becenevén Guus), akivel az Akadémián ismerkedett össze. 1911-ben összeházasodtak, de húszévnyi együtt töltött idő után, 1921-ben – a festő hibájából – elváltak. Pénztelenül, nyomorogva festette korai képeit, de a megélhetést változatos formában biztosította: volt újságkihordó, birkózó, hordár, épületfestő és karikaturista (főként a L’Assitte au Beurre című szatirikus lapnak dolgozott). Első kiállítása 1905-ben volt, az Őszi Szalonon, ahol a Matisse köré csoportosult fauve-ok (Vadak) is kiállítottak. Van Dongent megfogta a kiállított művek színgazdagsága, követte festési stílusukat és rövidesen csatlakozott a csoporthoz.

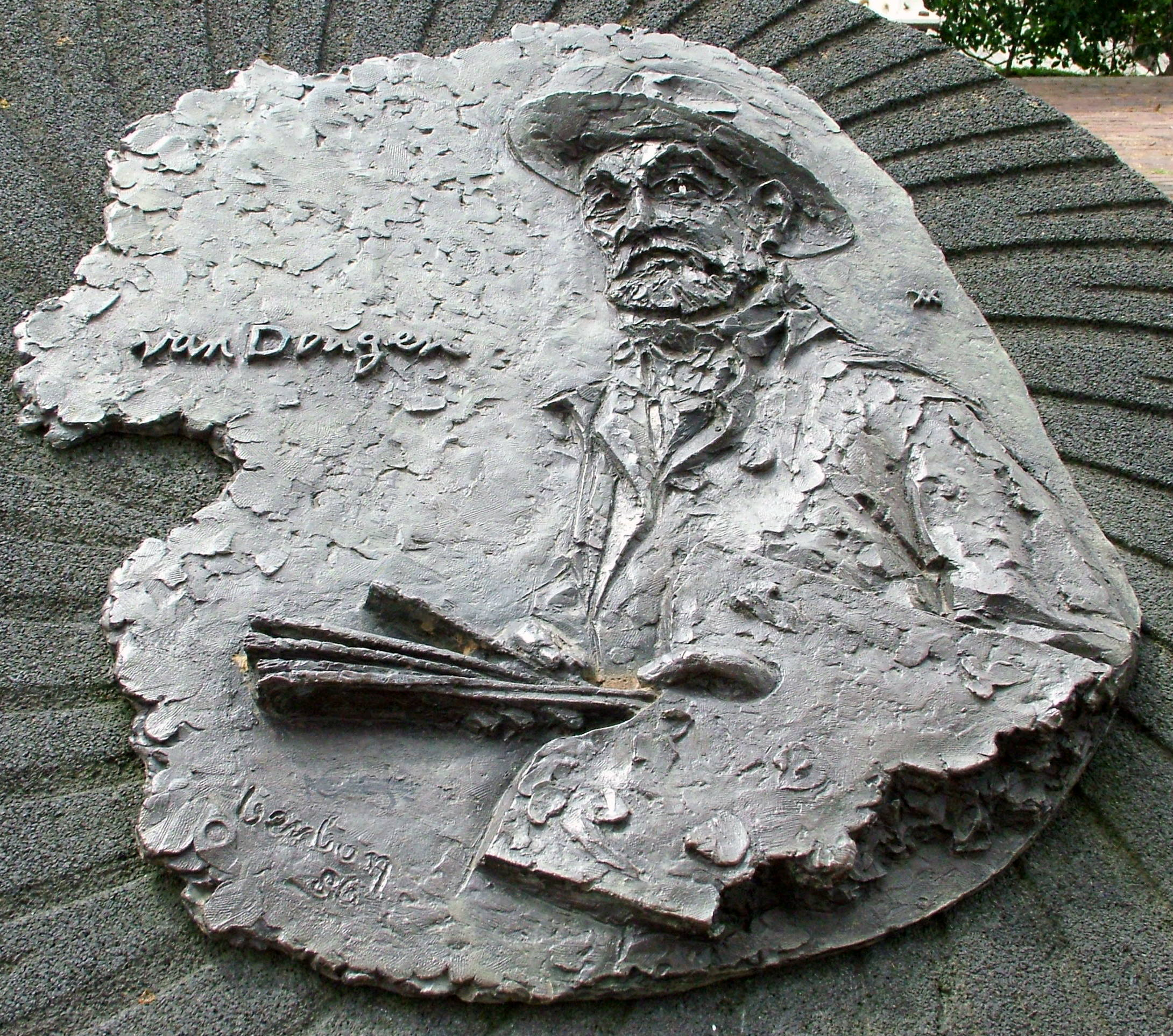
Van Dongen domborműve Delfshavenben (Rotterdam), Willem Verbon alkotása

Műtermét és lakását a Montmartre-on, a nevezetes Bateau-Lavoir-ban rendezte be, ott, ahol később Picasso és a köré csoportosuló baráti társaság is lakott. Van Dongenre hatott Picasso művészete, főleg a cirkusz iránti vonzalma, maga is festett ekkoriban ilyen témájú képeket, de megfestette Fernande Olivier, Picasso barátnője portréját is. Van Dongen széles, párhuzamos csíkokban rakta fel a színeket, és hamarosan fauve-abb lett a fauve-oknál: egyikük sem ért el ilyen egyszerű eszközökkel ilyen hatásos eredményeket. Megfestette vissza-visszatérő témáját, a Kalapos nő 1908-as változatát (van Dongen nem egy alkotását több változatban is megfestette), vagy a remek Fellahokat (1912). 
Hamarosan Párizs legdivatosabb portréfestője lett, a legkülönbözőbb társadalmi körökből tartották fontosnak, hogy portrét fessen róluk. Ügyfelei között volt maharadzsa, félvilági színésznő, bankár és parkett-táncos, de híres emberek is, például Anatole France. Női portréihoz kitalált egy idealizált nőtípust, hosszú nyakkal, sápadt arccal és vörös ajkakkal. A megrendelői rohamok ellenére megtartotta képei élénkségét, festői hatását. Rövid ideig kiállított a német expresszionisták „Die Brücke” (A híd) csoportjával is. Portréi mellett igen népszerűek lettek tájképei és aktjai is. Színkezelésével és sajátos formanyelvével számos művész példaképe lett, sokakra jelentős hatást gyakorolt (például a magyar Vaszary Jánosra is).
1917 és 1927 között viszonyt folytatott egy divatház tulajdonosnőjével, Jasmy Jacobbal, amire a házassága is ráment. Ekkoriban írt egy nagy lélegzetű életrajzot Rembrandtról, ami miatt kevesebbet festett. 1929-ben van Dongen megkapta a francia állampolgárságot. 1940-ben megismerkedett Marie-Claire Huguennel, aki rövidesen fiút szült neki (Jean Marie), végül 1953-ban elvette feleségül a hölgyet. A következő időszakban a könyvillusztráció is kezdte érdekelni, olyan írók műveit illusztrálta, mint Kipling, Proust, Voltaire, Gide és Baudelaire.
Kees van Dongen hosszú életet élt, 91 éves korában halt meg Monacóban. Haláláról múzeumok sora retrospektív kiállítással emlékezett meg.